# قاسم أحمد
قاسم أحمد (بالملايوية: Kassim Ahmad)‏ هو كاتب ماليزي، ولد في 9 سبتمبر 1933، وتوفي في 10 أكتوبر 2017.